# 木の葉丼

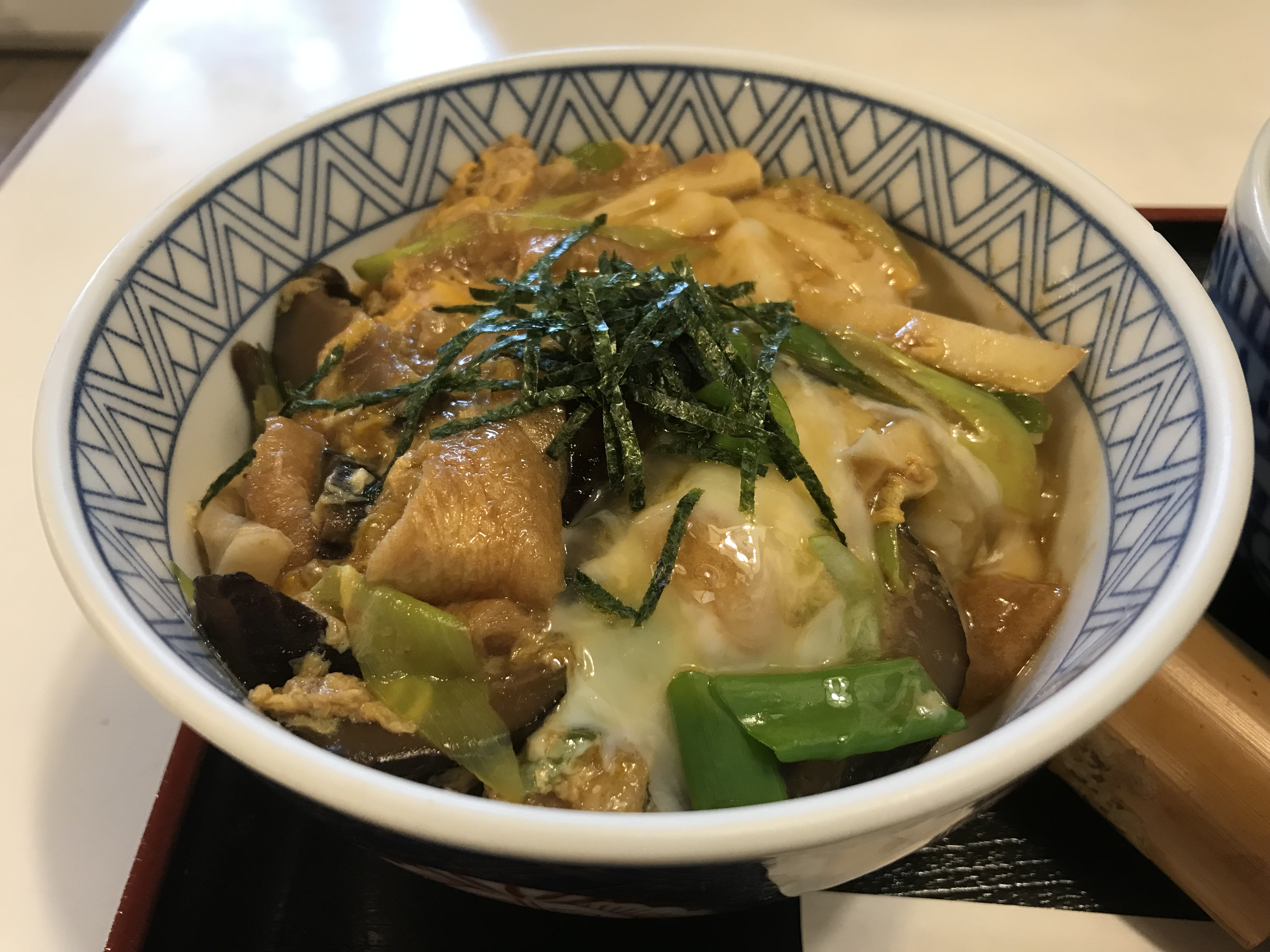
京都市内の飲食店にて。

木の葉丼（このはどん、このはどんぶり）は玉子丼の一種であり、薄く切ったカマボコやシイタケを具材に用い、彩りに三つ葉やネギを加えるのが特徴である。主に関西で食されており、安価でうどんとの相性も良いのでうどん屋の定番メニューとなっているほか、家庭料理としても食される。その一方で、関西以外の地域での知名度は低い。
名前の由来には諸説あり、カマボコを木の葉に見立てているという説、三つ葉を入れていることからという説などがある。
2014年4月に外食チェーンストアのなか卯が木の葉丼を全国発売したが、これには油揚げとごぼう入りの薩摩揚げを薄切りしたものが使用されていた。